# Lưu Vân Sơn
Lưu Vân Sơn (chữ Hán: 刘云山, sinh 1947) là một chính khách cao cấp của Cộng hòa Nhân dân Trung Hoa. Ông là nhân vật đứng thứ 5 trong Ban Thường vụ Bộ Chính trị Đảng Cộng sản Trung Quốc khóa XVIII (2012-2017), một trong 7 người nắm quyền lãnh đạo tối cao tại Cộng hòa Nhân dân Trung Hoa. Ông từng giữ chức vụ Ủy viên Ban Thường vụ Bộ Chính trị Đảng Cộng sản Trung Quốc, Bí thư Ban Bí thư Trung ương Đảng Cộng sản Trung Quốc, Hiệu trưởng trường Đảng Trung ương.

## Sự nghiệp
Lưu Vân Sơn sinh năm 1947 tại Tân Châu, Thiểm Tây, Lưu từng là một giáo viên tại vùng Nội Mông trước khi được đưa đi lao động trong Cách mạng Văn hóa. Những năm sau đó, ông tiếp tục ở lại công tác tại Nội Mông gần 30 năm từ năm 1968. Năm 1971, Lưu được kết nạp vào Đảng Cộng sản Trung Quốc và được cử đi học ở trường Đảng. Ông từng làm việc với bộ bí thư đoàn trẻ là Hồ Cẩm Đào tại Đoàn Thanh niên và được cho là khá thân cận với vị chủ tịch tương lai của Trung Quốc.
Lưu từng làm phóng viên cho Tân Hoa xã, làm công tác đối ngoại trước khi trở thành Phó bí thư chi bộ.
Đầu những năm 1990, Lưu chuyển tới Bắc Kinh để trở thành Phó trưởng Ban Tuyên truyền Trung ương và làm sau đó làm Trưởng ban.

## Phát biểu
Lưu từng bày tỏ lo ngại về con số ngày càng nhiều người Trung Quốc vào các diễn đàn mạng để chỉ trích chính phủ. Mới đây Lưu nói chính phủ không thể kiểm soát được việc lưu truyền thông tin trên mạng internet.
"Tôi cho rằng người sử dụng internet cần được trao đổi thông tin một cách thoải mái, nhưng phải tuân thủ một số nguyên tắc".

## Đời tư
Con ông, Lưu Lạc Phi, là một nhà đầu tư chứng khoán khá nổi tiếng, là một trong 25 doanh nhân hùng mạnh nhất châu Á do tạp chí Fortune xếp hạng.